# Snowplume Peak
Snowplume Peak är en bergstopp i Antarktis. Den ligger i Västantarktis. Inget land gör anspråk på området. Toppen på Snowplume Peak är 1 190 meter över havet.
Terrängen runt Snowplume Peak är kuperad åt nordost, men åt sydväst är den platt. Trakten är obefolkad. Det finns inga samhällen i närheten. 